# Sulich
Sulich – staropolskie imię męskie, jedna z licznych form pochodnych, powstałych poprzez skrócenie imion męskich zaczynających się na Suli-, takich jak Sulibor, Sulibrat, Sulidziad, Suligost, Sulimir, Sulimiar, Sulmir, Sulirad, Sulisław, Solisław, Sulistryj i Suliwuj. Również nazwisko używane w Polsce, Niemczech i Czechach, zapoczątkowane przekształcaniem imion w nazwiska, nazwisko staropolskie, staroszlacheckie. W dniu 10.05.2009 na terenie Polski 988 osób nosiło to nazwisko.
W Polsce istnieją miejsca kultowe o nazwach zbliżonych np. Sulich, Suliche, Suliskie. W okolicach Krasnosielca nad rzeką Orzyc znajduje się bagno Sulicha, w którym lokalna ludność znajdowała fragmenty porcelany.